# Joachim Bottieau
Joachim Bottieau (Boussu, 20  maart 1989) is een Belgisch judoka.

## Levensloop
De meeste van zijn wedstrijdresultaten behaalde hij in de gewichtsklasse tot 81 kg. Vanaf het sportjaar 2017-2018 kampt hij echter in de klasse tot 90 kg.
Bottieau won in 2011 zijn voor het eerste een World Cup toernooi. Een jaar later nam hij voor het eerste deel aan een Europees kampioenschap bij de seniors. Hij won er een bronzen medaille. Later in 2012 kon de judoka zich plaatsen voor de Olympische Zomerspelen. Op het toernooi eindigde Bottieau 9de na verlies in de achtste finales. 
Hij is aangesloten bij de judoclub van Grand Hornu. Zijn oudere broer Jean-Yves en zijn jongere broer Jeremy zijn ook judoka's.

## Palmares
Vanaf 2010 werden alle resultaten behaald in de categorie tot 81kg. 
2007
- Europese kampioenschappen tot 20 jaar (– 73kg)

2008
- Europese kampioenschappen tot 20 jaar (– 73kg)

2010
- Europese kampioenschappen tot 23 jaar

2011
- World Cup in Sao Paulo
- World Cup in Warschau

2012
- Belgisch kampioenschap
- 9e Olympische Spelen
- World Cup in Lissabon
- Europese kampioenschappen
- World Cup in Tbilisi

2013
- 7e WK (-81kg)
- Europese kampioenschappen

2014
- tweede ronde EK
- 5e World Cup in Case Blanca
- tweede ronde WK